# Собецу
Собецу (яп. 壮瞥町 Со:бэцу-тё:) — посёлок в Японии, находящийся в уезде Усу округа Ибури губернаторства Хоккайдо. Площадь посёлка составляет 205,04 км², население — 2730 человек (30 июня 2014), плотность населения — 13,31 чел./км².

## Географическое положение
Посёлок расположен на острове Хоккайдо в губернаторстве Хоккайдо. С ним граничат города Ноборибецу, Дате и посёлки Сираои, Тояко.

## Население
Население посёлка составляет 2730 человек (30 июня 2014), а плотность — 13,31 чел./км². Изменение численности населения с 1980 по 2005 годы:
| 1980 | 4292 чел. |  |
| 1985 | 4343 чел. |  |
| 1990 | 4123 чел. |  |
| 1995 | 3866 чел. |  |
| 2000 | 3748 чел. |  |
| 2005 | 3473 чел. |  |

## Символика
Деревом посёлка считается гибискус сирийский, цветком — цветок клёна.